# Max Weber (lekkoatleta)
Max Weber (ur. 22 stycznia 1922 w Laucha an der Unstrut, zm. 29 sierpnia 2007 w Lipsku) – niemiecki lekkoatleta chodziarz reprezentujący NRD, medalista mistrzostw Europy w 1958.
Specjalizował się w chodzie na 50 kilometrów. Na mistrzostwach Europy w 1958 w Sztokholmie zdobył w tej konkurencji brązowy medal. Startował na 50 kilometrów na igrzyskach olimpijskich w 1960 w Rzymie (we wspólnej reprezentacji olimpijskiej Niemiec). Zajął wówczas 13. miejsce.
Jego najlepszy wynik w tej konkurencji to 4:17:29. Był mistrzem NRD w chodzie na 50 kilometrów w latach 1955–1958 i 1960 oraz brązowym medalistą w 1959, a także drużynowym mistrzem na tym dystansie w latach 1955–1957, 1959 i 1960. W chodzie na 20 kilometrów był mistrzem NRD w 1955 i 1958, a wicemistrzem w 1957, zaś w drużynie mistrzem w 1955, 1956 i 1958 oraz wicemistrzem w 1957. Był również mistrzem  w chodzie na 10 kilometrów w 1953 oraz w chodzie na 25 kilometrów w 1954 (indywidualnie i w drużynie). 
Reprezentował klub SC Dynamo Leipzig.